# Ferdinando Rubino
Ferdinando Rubino (Napoli, 24 novembre 1893 – Napoli, 16 novembre 1972) è stato un cantante italiano.

## Biografia
Cominciò a cantare poco più che adolescente, formandosi giovanissimo nell'ambiente dei posteggiatori, cioè i musicisti da ingaggio che giravano per le feste private.
Nel 1902 fu ingaggiato nel Concertino Mattiacci come cantante comico.
Dal 1918 cantò nella compagnia di Vincenzo Guadagno, giungendo poi a una fama d'interprete, non solo comico, di brani di tipo popolare. Durante il corso della sua carriera, prese parte anche a diverse riviste e ad alcune pellicole cinematografiche.
Ha inciso brani per le etichette discografiche La voce del padrone, Phonotype, Brunswick e Fonit.
Tra i suoi brani più famosi, si ricordano: Acquaiola 'e Margellina, Rusella 'e maggio, Tutta pe mme, E a Napule ce sta, 'A 'nfrascata, Sciuldezza bella, Matenata a Surriento, Rosa Rusella, Ammore chesto vo', 'A voce 'e primmavera, Torna maggio, Amici cari, Valzer delle ombre, Cuore di soldato e Grazie di cuore.